# Дорожково (Бєжаницький район)
Дорожково (рос. Дорожково) — присілок в Бєжаницькому районі Псковської області Російської Федерації.
Населення становить 41 особу. Входить до складу муніципального утворення Бєжаницьке муніципальне утворення.

## Історія
Від 2005 року входить до складу муніципального утворення Бєжаницьке муніципальне утворення.

## Населення
| 2001 | 2002 | 2010 |
| ---- | ---- | ---- |
| 91   | ↘65  | ↘41  |